# 72nd Street (métro de New York)
72nd Street  est une station, établie en souterrain, de la ligne d'infrastructure IRT Broadway-Seventh Avenue du métro de New York. Elle est située, à l'intersection West 72nd Street, Broadway & Amsterdam Avenue, quartier Upper West Side, au nord de l'arrondissement de Manhattan, de la ville de New York aux États-Unis.
C'est une station historique, inscrite au Registre national des lieux historiques, ouverte, par l,Interborough Rapid Transit Company (IRT), en 1904. Exploitée par la New York City Transit Authority depuis 1940, elle est desservie, jour et nuit, par les rames du service 1 (rouge), service 2 (rouge) et du service 3 (rouge).

## Histoire
La station 72nd Street est mise en service le 27 octobre 1904.